# Benito Juárez, Jitotol
Benito Juárez är en ort i Mexiko.   Den ligger i kommunen Jitotol och delstaten Chiapas, i den sydöstra delen av landet, 700 km öster om huvudstaden Mexico City. Benito Juárez ligger 1 651 meter över havet och antalet invånare är 105.
Terrängen runt Benito Juárez är varierad. Runt Benito Juárez är det ganska tätbefolkat, med 80 invånare per kvadratkilometer. Närmaste större samhälle är Simojovel de Allende, 18,1 km nordost om Benito Juárez. I omgivningarna runt Benito Juárez växer i huvudsak städsegrön lövskog.